# 根盘菌科
根盘菌科为盘菌目的一科真菌。

## 下属分类
- Phymatotrichopsis
- 根盘菌属 Rhizina